# マーク・メダル
マーク・メダル（Mark Medal、1957年6月10日 - ）は、アメリカ合衆国の男性プロボクサー。ニューヨーク市マンハッタン出身。元IBF世界スーパーウェルター級王者。

## 来歴
1979年10月4日、プロデビューを果たし4回判定勝ち。
1980年11月12日、リッキー・ジョンソンと対戦し2回41秒KO勝ち。
1983年10月19日、スティーブ・デルガドと対戦し2回KO勝ち。
1984年3月11日、アトランティックシティのサンズで初代IBF世界スーパーウェルター級王座決定戦でエアール・ハルグローブと対戦し5回49秒TKO勝ちで王座獲得に成功した。
1984年11月2日、フェルト・フォーラムでカルロス・サントスと対戦し15回0-3(138-146、140-142、139-147)の判定負けで初防衛に失敗し王座から陥落した。
1986年6月23日、WBC世界スーパーウェルター級王者トーマス・ハーンズと対戦し8回2分20秒TKO負けでIBFに続く王座獲得に失敗した。
1987年11月27日、ドナルド・ジョンソンと対戦し10回1-1(93-96、97-92、95-95)三者三様の引き分けに終わり引退した。

## 獲得タイトル
- 初代IBF世界スーパーウェルター級王座(防衛0)